# 2015年の宝塚歌劇公演一覧
本項目では、2015年の宝塚歌劇公演一覧（2015ねんのたからづかかげきこうえんいちらん）について示す。

## 宝塚大劇場公演

### 雪組
- 1月1日（木） - 2月2日（月） 
  - 『ルパン三世 -王妃の首飾りを追え!-』（原作：モンキー・パンチ、脚本・演出：小柳奈穂子）
  - 『ファンシー・ガイ!』（作・演出：三木章雄）

外部リンク
- 宝塚歌劇・公演案内（公式）

### 星組
- 2月6日(金) - 3月9日(月)
  - 『黒豹（くろひょう）の如（ごと）く』（作：柴田侑宏、演出・振付：謝珠栄）
  - 『Dear DIAMOND!! -101カラットの永遠の輝き-』（作・演出：藤井大介）

外部リンク
- 宝塚歌劇・公演案内（公式）

### 花組
- 3月13日(金) - 4月20日(月)
  - 『カリスタの海に抱かれて』（作：大石静、演出：石田昌也）
  - 『宝塚幻想曲（タカラヅカ ファンタジア）』（作・演出：稲葉太地）

外部リンク
- 宝塚歌劇・公演案内（公式）

### 月組
- 4月24日(金) - 6月1日(月)
  - 『1789 -バスティーユの恋人たち-』（潤色・演出：小池修一郎）

外部リンク
- 宝塚歌劇・公演案内（公式）

### 宙組
- 6月5日(金) - 7月13日(月)　
  - 『王家に捧ぐ歌』（オペラ「アイーダ」より、脚本・演出木村信司）

外部リンク
- 宝塚歌劇・公演案内（公式）

### 雪組
- 7月17日(金) - 8月17日(月)　
  - 『星逢一夜（ほしあいひとよ）』（作・演出：上田久美子）
  - 『La Esmeralda（ラ エスメラルダ）』（作・演出：齋藤吉正）

外部リンク
- 宝塚歌劇・公演案内（公式）

### 星組
- 8月21日(金) - 9月28日(月)　
  - 『ガイズ&ドールズ』（原作：デイモン・ラニアン、作曲・作詞：フランク・レッサー、脚本：ジョー・スワーリング、エイブ・バロウズ、脚色・演出：酒井澄夫、翻訳：青井陽治、訳詞：岩谷時子）

外部リンク
- 宝塚歌劇・公演案内（公式）

### 花組
- 10月2日(金) - 11月9日(月) 
  - 『新源氏物語』（田辺聖子・作「新源氏物語」より、脚本：柴田侑宏、演出：大野拓史）
  - 『Merodia-熱く美しき旋律-』（作・演出：中村一徳）

外部リンク
- 宝塚歌劇・公演案内（公式）

### 月組
- 11月13日(金) - 12月14日(月) 
  - 『舞音-MANON-』（アベ・プレヴォ「マノン・レスコー」より、脚本・演出：植田景子、作曲：ジョイ・ソン）
  - 『GOLDEN JAZZ』（作・演出：稲葉太地）

外部リンク
- 宝塚歌劇・公演案内（公式）

## 東京宝塚劇場公演

### 宙組
- 1月2日(金) - 2月15日(日)　
  - 『白夜の誓い -グスタフIII世、誇り高き王の戦い- -グスタフIII世、誇り高き王の戦い-』（作・演出：原田諒）
  - 『PHOENIX 宝塚!! -蘇る愛-』（作・演出：藤井大介）

外部リンク
- 宝塚歌劇・公演案内（公式）

### 雪組
- 2月20日(金) - 3月22日(日)
  - 『ルパン三世 -王妃の首飾りを追え!-』（原作：モンキー・パンチ、脚本・演出：小柳奈穂子）
  - 『ファンシー・ガイ!』（作・演出：三木章雄）

外部リンク
- 宝塚歌劇・公演案内（公式）

### 星組
- 3月27日（金） - 5月10日（日）
  - 『黒豹（くろひょう）の如（ごと）く』（作：柴田侑宏、演出・振付：謝珠栄）
  - 『Dear DIAMOND!! -101カラットの永遠の輝き-』（作・演出：藤井大介）

外部リンク
宝塚歌劇・公演案内（公式）

### 花組
- 5月15日(金) - 6月14日(日)　
  - 『カリスタの海に抱かれて』（作：大石静、演出：石田昌也）
  - 『宝塚幻想曲（タカラヅカ ファンタジア）』（作・演出：稲葉太地）

外部リンク
宝塚歌劇・公演案内（公式）

### 月組
- 6月19日(金) - 7月26日(日)
  - 『1789 -バスティーユの恋人たち』（潤色・演出：小池修一郎）

外部リンク
- 宝塚歌劇・公演案内（公式）

### 宙組
- 7月31日(金) - 8月30日(日)
  - 『王家に捧ぐ歌』（オペラ「アイーダ」より、脚本・演出：木村信司）

外部リンク
- 宝塚歌劇・公演案内（公式）

### 雪組
- 9月4日(金) - 10月11日(日)　
  - 『星逢一夜（ほしあいひとよ）』（作・演出：上田久美子）
  - 『La Esmeralda（ラ エスメラルダ）』（作・演出：齋藤吉正）

外部リンク
- 宝塚歌劇・公演案内（公式）

### 星組
- 10月16日(金) - 11月22日(日)　
  - 『ガイズ&ドールズ』（原作：デイモン・ラニアン、作曲・作詞：フランク・レッサー、脚本：ジョー・スワーリング、エイブ・バロウズ、脚色・演出：酒井澄夫、翻訳：青井陽治、訳詞：岩谷時子）

外部リンク
- 宝塚歌劇・公演案内（公式）

### 花組
- 11月27日(金) - 12月27日(日)　
  - 『新源氏物語』（田辺聖子・作「新源氏物語」より、脚本：柴田侑宏、演出：大野拓史）
  - 『Merodia-熱く美しき凱律-』（作・演出：中村一徳）

外部リンク
- 宝塚歌劇・公演案内（公式）

## 宝塚バウホール公演

### 月組
- 1月30日 - 2月9日
  - 『Bandito -義賊 サルヴァトーレ・ジュリアーノ-』（作・演出：大野卓史）

外部リンク
- 宝塚歌劇・公演案内（公式）

### 宙組
- 4月2日 - 4月12日
  - 『New Wave -宙-』（作・演出：三木章雄）

外部リンク
- 宝塚歌劇・公演案内（公式）

### 花組
- 7月24日 - 8月3日
  - 『スターダム』（作・演出：正塚晴彦）

外部リンク
- 宝塚歌劇・公演案内（公式）

### 専科
- 8月13日 - 8月23日
  - 『オイディプス王』（ソフォクレス原作「オイディプス王」より、脚色・演出：小柳奈穂子）

外部リンク
- 宝塚歌劇・公演案内（公式）

### 月組
- 8月29日 - 9月7日（主演：朝美絢）　
  - 『A-EN（エイエン）アーサーVer.』（作・演出：野口幸作）
- 9月17日 - 9月27日（主演：暁千星）　
  - 『A-EN（エイエン）アリVer.』（作・演出：野口幸作）

外部リンク
- 宝塚歌劇・公演案内（公式）

### 宙組
- 10月15日 - 10月25日　
  - 『相続人の肖像』（作・演出：田渕大輔）

### 雪組
- 11月19日 - 11月29日　
  - 『銀二貫-梅が枝の花かんざし-』（原作：高田郁（幻冬舎時代小説文庫刊）、脚本・演出：谷正純）

## その他の日本公演

### 花組
- 1月4日(日) - 1月12日(月)　シアター・ドラマシティ
  - 『風の次郎吉 -大江戸夜飛翔-』（作・演出：齋藤吉正）

- 1月21日(水) - 1月26日（月）　日本青年館・大ホール
  - 『風の次郎吉 -大江戸夜飛翔-』（作・演出：齋藤吉正）

- 1月7日(水) - 1月19日(月)　東京国際フォーラム・ホールC
  - 『Ernest in Love』（原作：オスカー・ワイルド、脚本・作詞：アン・クロズウエル、作曲：リー・ポクリス、日本語脚本・日本語歌詞・演出：木村信司、翻訳：青鹿宏二）

外部リンク
- 宝塚歌劇・公演案内　シアター・ドラマシティ（公式）
- 宝塚歌劇・公演案内　日本青年館・大ホール（公式）
- 宝塚歌劇・公演案内　東京国際フォーラム・ホールC（公式）

### 月組
- 2月7日(土) - 3月2日(月)　中日劇場
  - 『風と共に去りぬ』（原作：マーガレット・ミッチェル、脚本・演出：植田紳爾、演出：谷正純）

- 2月19日(木) - 2月24日(火)　日本青年館・大ホール
  - 『Bandito -義賊 サルヴァトーレ・ジュリアーノ-』（作・演出：大野卓史）

外部リンク
- 宝塚歌劇・公演案内　中日劇場（公式）
- 宝塚歌劇・公演案内　日本青年館・大ホール（公式）

### 宙組
- 3月25日(水) - 3月30日(月) 梅田芸術劇場・メインホール
  - 『TOP HAT』（脚本・演出：齋藤吉正）

- 4月5日(日) - 4月20日(月) 赤坂ACTシアター
  - 『TOP HAT』（脚本・演出：齋藤吉正）

外部リンク
- 宝塚歌劇・公演案内　梅田芸術劇場メインホール（公式）
- 宝塚歌劇・公演案内　赤坂ACTシアター（公式）

### 雪組
- 5月2日(土) - 5月25日(月) 博多座
  - 『星影の人 -沖田総司・まぼろしの青春-』（作：柴田侑宏、演出：中村暁）
  - 『ファンシー・ガイ!』（作・演出：三木章雄）

- 5月9日(土) - 5月17日(日) シアター・ドラマシティ
  - 『アル・カポネ -スカーフェイスに秘められた真実-』（作・演出：原田諒）

- 5月26日(火) - 6月1日(月) 赤坂ACTシアター
  - 『アル・カポネ -スカーフェイスに秘められた真実-』（作・演出：原田諒）

外部リンク
- 宝塚歌劇・公演案内　博多座（公式）
- 宝塚歌劇・公演案内　シアター・ドラマシティ（公式）
- 宝塚歌劇・公演案内　赤坂ACTシアター（公式）

### 星組
- 6月12日(金) - 7月5日(日) 全国ツアー
  - 『大海賊 -復讐のカリブ海-』（監修：柴田侑宏、作・演出：中村暁）
  - 『Amour それは…』（作・演出：岡田敬二）

- 6月17日(水) - 6月23日(火) 赤坂ACTシアター
  - 『キャッチ・ミー・イフ・ユー・キャン』（原作：ドリームワークス、脚本：テレンス・マクナリー、日本語脚本・歌詞・演出：小柳奈穂子）

- 6月29日(月) - 7月6日(月) シアター・ドラマシティ
  - 『キャッキ・ミー・イフ・ユー・キャン』（原作：ドリームワークス、脚本：テレンス・マクナリー、日本語脚本・歌詞・演出：小柳奈穂子）

| 公演日        | 公演場所                                              |
| 6月12日（金） | 神奈川県民ホール（神奈川県）                          |
| 6月13日（土） | 神奈川県民ホール（神奈川県）                          |
| 6月14日（日） | 神奈川県民ホール（神奈川県）                          |
| 6月17日（水） | ひたちなか市文化会館（茨城県）                        |
| 6月18日（木） | いわき芸術文化交流館アリオス（福島県）                |
| 6月20日（土） | イズミティ21（宮城県）                                |
| 6月21日（日） | イズミティ21（宮城県）                                |
| 6月23日（火） | 大宮ソニックシティ（埼玉県）                          |
| 6月24日（水） | 桐生市市民文化会館（群馬県）                          |
| 6月25日（木） | 宇都宮市文化会館（栃木県）                            |
| 6月27日（土） | 北九州ソレイユホール (旧・九州厚生年金会館)（福岡県） |
| 6月28日（日） | 福岡市民会館（福岡県）                                |
| 6月30日（火） | ひこね市文化プラザ（滋賀県）                          |
| 7月1日（水）  | 一宮市民会館（愛知県）                                |
| 7月2日（木）  | 四日市市文化会館（三重県）                            |
| 7月4日（土）  | 梅田芸術劇場・メインホール（大阪府）                  |
| 7月5日（日）  | 梅田芸術劇場・メインホール（大阪府）                  |
| ------------- | ----------------------------------------------------- |

外部リンク
- 宝塚歌劇・公演案内　全国ツアー（公式）
- 宝塚歌劇・公演案内　赤坂ACTシアター（公式）
- 宝塚歌劇・公演案内　シアター・ドラマシティ（公式）

### 花組
- 7月10日(金) - 7月16日(木) 梅田芸術劇場・メインホール
  - 『ベルサイユのばら-フェルゼンとマリーアントワネット編』（原作：池田理代子、脚本・演出：植田紳爾、演出：谷正純）
  - 『宝塚幻想曲（タカラヅカファンタジア）』（作・演出：稲葉太地）

外部リンク
- 宝塚歌劇・公演案内（公式）

### 月組
- 9月1日(火) - 9月13日(日) 梅田芸術劇場・メインホール　
  - 『DRAGON NIGHT!!』（作・演出：藤井大介）
- 9月18日(金) - 9月23日(水) 文京シビックホール
  - 『DRAGON NIGHT!!』（作・演出：藤井大介）

外部リンク
- 宝塚歌劇・公演案内（公式）

### 宙組
- 10月10日(土) - 11月8日(日) 全国ツアー 
  - 『メランコリック・ジゴロ -あぶない相続人-』（作・演出：正塚晴彦）
  - 『シトラスの風III』（作・演出：岡田敬二）

| 公演日        | 公演場所                                                          |
| 10月10日 (土) | 梅田芸術劇場・メインホール（大阪府）                              |
| 10月11日 (日) | 梅田芸術劇場・メインホール（大阪府）                              |
| 10月12日 (月) | 梅田芸術劇場・メインホール（大阪府）                              |
| 10月15日 (木) | 島根県芸術文化センター「グラントワ」                              |
| 10月17日 (土) | 日本特殊陶業市民会館フォレストホール （名古屋市民会館）（愛知県） |
| 10月18日 (日) | 日本特殊陶業市民会館フォレストホール （名古屋市民会館）（愛知県） |
| 10月20日 (火) | 金沢歌劇座（石川県）                                              |
| 10月21日 (水) | 金沢歌劇座（石川県）                                              |
| 10月22日 (木) | オーバード・ホール（富山県）                                      |
| 10月24日 (土) | オリンパスホール八王子（東京都）                                  |
| 10月25日 (日) | 市川市文化会館（千葉県）                                          |
| 10月27日 (火) | まつもと市民・芸術館（長野県）                                    |
| 10月28日 (水) | コラニー文化ホール （山梨県立県民文化ホール）                     |
| 10月30日 (金) | 新潟県民会館                                                      |
| 10月31日 (土) | 會津風雅堂（福島県）                                              |
| 11月1日 (日)  | 南陽市文化会館（山形県）                                          |
| 11月3日 (火)  | 由利本荘市文化交流館カダーレ（秋田県）                            |
| 11月5日 (木)  | 北上さくらホール（岩手県）                                        |
| 11月7日 (土)  | ニトリ文化ホール （旧・北海道厚生年金会館）（北海道）             |
| 11月8日 (日)  | ニトリ文化ホール （旧・北海道厚生年金会館）（北海道）             |
| ------------- | ----------------------------------------------------------------- |

外部リンク
- 宝塚歌劇・公演案内（公式）

### 雪組
- 11月21日(土) - 12月13日(日) 全国ツアー 
  - 『哀しみのコルドバ』（作：柴田侑宏、演出：中村暁）
  - 『La Esmeralda』（作・演出：斎藤吉正）

| 公演日       | 公演場所                                                          |
| 11月21日(土) | 梅田芸術劇場メインホール（大阪府）                                |
| 11月22日(日) | 梅田芸術劇場メインホール（大阪府）                                |
| 11月23日(月) | 梅田芸術劇場メインホール（大阪府）                                |
| 11月26日(木) | 松山市民会館（愛媛県）                                            |
| 11月28日(土) | 福岡市民会館（福岡県）                                            |
| 11月29日(日) | 福岡市民会館（福岡県）                                            |
| 12月1日(火)  | 宮崎市民文化ホール（宮崎県）                                      |
| 12月2日(水)  | 延岡総合文化センター（宮崎県）                                    |
| 12月3日(木)  | iichikoグランシアター（大分県）                                   |
| 12月5日(土)  | 上野学園ホール（広島県） （広島県立文化芸術ホール）               |
| 12月6日(日)  | 周南市文化会館（山口県）                                          |
| 12月8日(火)  | 日進市民会館（愛知県）                                            |
| 12月9日(水)  | 豊田市民文化会館（愛知県）                                        |
| 12月11日(金) | 川口総合文化センター（埼玉県）                                    |
| 12月12日(土) | 相模女子大学グリーンホール（神奈川県） （グリーンホール相模大野） |
| 12月13日(日) | 相模女子大学グリーンホール（神奈川県） （グリーンホール相模大野） |
| ------------ | ----------------------------------------------------------------- |

## 日本国外・花組
公演日と公演地
- 8月8日(土) - 8月16日(日)　国立中正文化中心・台北国家戯劇院

公演演目
- 宝塚グランドロマン『ベルサイユのばら －フェルゼンとマリー・アントワネット編－』（原作：池田理代子、脚本・演出：植田紳爾、演出：谷正純）
- レヴューロマン『宝塚幻想曲（タカラヅカ ファンタジア）』（作・演出：稲葉太地）

参加生徒
- 汝鳥伶（専科）
- 美穂圭子（専科）
- 高翔みず希
- 紫峰七海
- 夕霧らい
- 明日海りお
- 芽吹幸奈
- 瀬戸かずや
- 鳳真由
- 白姫あかり

- 芹香斗亜
- 菜那くらら
- 真輝いづみ
- 航琉ひびき
- 仙名彩世
- 和海しょう
- 華雅りりか
- 羽立光来
- 紗愛せいら
- 柚香光

- 真鳳つぐみ
- 乙羽映見
- 優波慧
- 花乃まりあ
- 更紗那知
- 桜舞しおん
- 矢吹世奈
- 城妃美伶
- 春妃うらら
- 綺城ひか理

- 碧宮るか
- 峰果とわ
- 飛龍つかさ
- 若草萌香
- 姫歌ひな乃
- 帆純まひろ
- 凛乃しづか
- 糸月雪羽
- 聖乃あすか
- 華優希

外部リンク
- 宝塚歌劇・公演案内（公式）

## 催し物

### 第53回『宝塚舞踊会』
- 9月15日（火）　宝塚大劇場
  - 第53回『宝塚舞踊会』（構成・演出：植田紳爾）

外部リンク
- 宝塚歌劇・公演案内（公式）

### タカラヅカスペシャル
- 12月19日(土)・20日(日) 梅田芸術劇場メインホール
  - 『タカラヅカスペシャル2015 -New Century,Next Dream-』（監修・構成・演出：石田昌也、構成・演出：中村一徳、小柳奈穂子、稲葉太地）